# Commander (Lied)
Commander ist ein Lied von Kelly Rowland und dem französischen DJ David Guetta.

## Komposition
Commander ist ein Electro-House-Contemporary R&B Titel mit 125 Schlägen pro Minute. Es wurde von Kelly Rowland, Rico Love, David Guetta und Sandy Vee geschrieben. Inhaltlich behandelt das Lied Fashion und die Konkurrenzfähigkeit mit anderen Frauen, außerdem soll es Personen zum Tanzen auffordern. Guetta produzierte die Synthesizer-Dance-Beats, welche ähnlich zu seinen vorherigen Produktionen Sexy Bitch und Boom Boom Pow. Das Lied weist auch Ähnlichkeiten mit den Produktionen von Timbaland auf. Rowland erklärte, dass die Hookline des Liedes sich ans Tanzen richten soll und nicht ans Militär oder Kommandieren. „Wenn ich dich zum Tanzen kommandiere ... möchte ich dich in Bewegung sehen. Es fühlt sich gut an, ein Lied zu haben, mit dem ich genau das ausdrücken kann.“

## Musikvideo
Das Musikvideo vom Lied wurde am 5. Mai 2010 gedreht, Regie führte der Japaner Masashi Muto. Muto drehte zuvor bereits Werbeclips für Pepsi und Honda. Love und Guetta haben im Musikvideo Cameo-Auftritte. Fatima Robinson sorgte für die Choreografien im Musikvideo. Die Los Angeles Times und weitere Medien konnten bei Videodreh hinter die Kulissen schauen und veröffentlichten in der Ausgabe vom 10. Mai 2010 Bilder vom Videodreh. Am 1. Juni 2010 gelangte eine noch nicht fertiggestellte Version des Musikvideos ins Internet. Die britischen Musiksender MTV und MTV Base strahlten das unfertige Musikvideo am 8. Juni 2010 erstmals aus. Das offizielle Musikvideo hatte seine Premiere am 21. Juni 2010 auf Rowlands Website.
Rowland erklärte gegenüber dem Rap Up TV: „Das Konzept des Musikvideos ist sehr futuristisch und prima. Ich kämpfe gegen michselbst mit meiner Kleidung, Make-Up und meinen Tänzen.“ Laut Love ist Rowland im Video eine Fashionistin: „Kelly sieht im Video sehr sexy aus. [...].“ Love beschrieb ihre Outfits als „enge Avatar-Bodysuits“. Im Musikvideo kämpft Rowland gegen sich selbst. Beide tragen enge Ganzkörper Bodysuits. Das Paper Magazin beschrieb Rowland im Musikvideo als „sexy Superheldin“. Andere Kritiker verglichen das Musikvideo mit den früheren von Janet Jackson.

## Rezeption

### Chartplatzierungen
| ChartsChartplatzierungen     | Höchstplatzierung | Wochen |
| ---------------------------- | ----------------- | ------ |
| Deutschland (GfK)            | 16 (13 Wo.)       | 13     |
| Österreich (Ö3)              | 23 (14 Wo.)       | 14     |
| Schweiz (IFPI)               | 46 (7 Wo.)        | 7      |
| Vereinigtes Königreich (OCC) | 9 (20 Wo.)        | 20     |

### Auszeichnungen für Musikverkäufe
| Land/Region                  | Auszeichnungen für Musikverkäufe (Land/Region, Auszeichnung, Verkäufe) | Verkäufe |
| ---------------------------- | ---------------------------------------------------------------------- | -------- |
| Neuseeland (RMNZ)            | Gold                                                                   | 7.500    |
| Vereinigtes Königreich (BPI) | Gold                                                                   | 400.000  |
| Insgesamt                    | 2× Gold ·                                                              | 407.500  |

Hauptartikel: David Guetta/Auszeichnungen für Musikverkäufe